# ديفيد قاولد
ديفيد قاولد (بالإنجليزية: David Gould) هو مجدف نيوزيلندي، ولد في القرن العشرين.

## روابط خارجية
- دايفيد غولد على موقع اتحاد ألعاب الكومنولث (مؤرشف) (الإنجليزية)